# Caloptilia sapiivora
Caloptilia sapiivora là một loài bướm đêm thuộc họ Gracillariidae. Nó được tìm thấy ở Nhật Bản (Honshū, Kyūshū, Shikoku).
Sải cánh dài 11.2-12.2 mm.
Ấu trùng ăn Sapium japonicum. Chúng ăn lá nơi chúng làm tổ. 